# Lei Tung (MTR)

Lei Tung (traditioneel: 利東) is een metrostation van de Metro van Hongkong. Het is een halte aan de South Island Line.